# 新布托维察站
新布托维察站是一座布拉格地铁B线的地铁站。